# Grahovo Brdo
Grahovo Brdo je naselje v Občini Sežana.